# Burg Falštejn

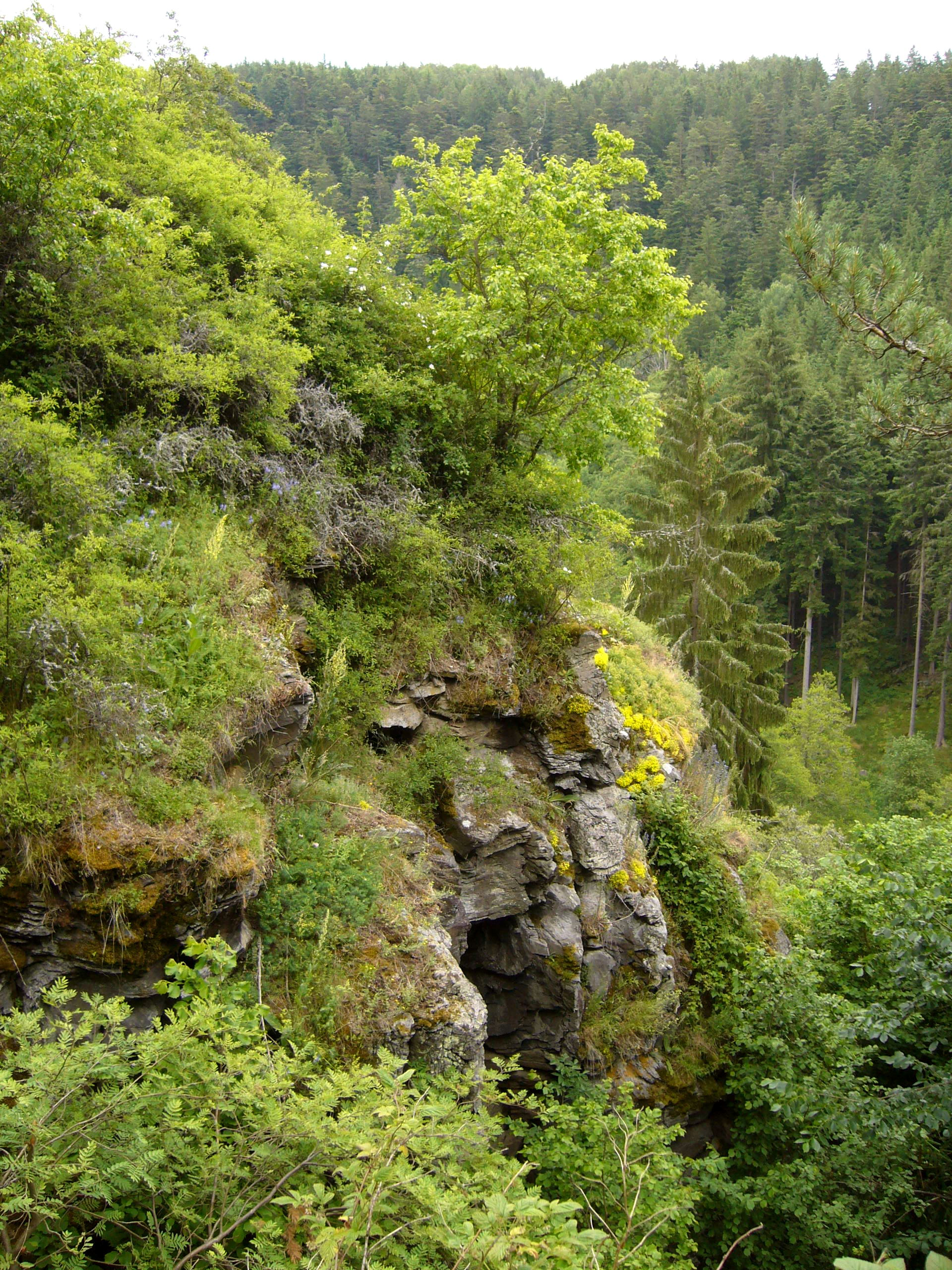
Burgfelsen

Die Reste der Burg Falštejn, auch Falkenštejn (deutsch Falstein, bzw. Fallstein) befinden sich drei Kilometer nordöstlich von Konstantinovy Lázně (Konstantinsbad) auf dem Kataster von Poloučany im Tepler Hochland in Tschechien.

## Geographie
Die Reste der Spornburg liegen bei der Einschicht Starý Mlýn (Altmühle) rechtsseitig über dem Tal des Úterský potok im Naturpark „Úterský potok“. Neben dem Úterský potok, zu dem der Burgfelsen nach Osten steil abfällt, wird der Sporn im Norden durch einen aus Konstantinovy Lázně herabfließenden namenlosen Bach sowie südwestlich und südlich durch ein dort entspringendes Bächlein, das am Fuße der Burg über den Falkenštejnský vodopád (Falkensteiner Wasserfall) zum Úterský potok hinabstürzt, umflossen.
Umliegende Orte sind Starý Mlýn im Norden, Ostrov u Bezdružic im Nordosten, Krsov im Osten, Křelovice, Hlaváčkův Mlýn und Pakoslav im Südosten, Dlouhé Hradiště im Süden, Poloučany und Konstantinovy Lázně im Südwesten, Nová Ves im Westen sowie Potín im Nordwesten. Einen reichlichen Kilometer südöstlich befindet sich die Burgstätte Ostrov.

## Geschichte
Über die Burg ist kaum etwas bekannt. Anhand archäologischer Untersuchungen wird angenommen, dass sie im 14. Jahrhundert als Kleinadelssitz entstand und während der Hussitenkriege zerstört wurde. Die älteste schriftliche Erwähnung erfolgte 1460 in einem Besitzverzeichnis Dietrichs IV. von Guttenstein auf Trpist anlässlich der Überschreibung einer Morgengabe an seine Frau Elisabeth von Schönwald, wobei darin lediglich der Bach am und unter dem Falstein aufgeführt wird. Eine gleichartige Erwähnung stammt aus dem Jahre 1497, worin die Besitzrechte Elisabeths nach dem Tode ihres Mannes und des Sohnes bestätigt wurden. Da in beiden Dokumenten jedoch nur vom Bach am Falstein die Rede ist, bleibt unklar, ob die Burg zu dieser Zeit noch existierte. Im Jahre 1566 wurde sie im Urbar der Herrschaft Weseritz explizit als „wüstes Schloss Fallstein“ bezeichnet.

## Anlage
Die Burg Falštejn bestand aus einer mit einem Graben und Wällen geschützten, größeren Vorburg mit trapezförmigen Grundriss, die sich auf der Verbindung des Sporns zur Hochfläche im Westen befand. Östlich davon lagen auf dem Sporn, von der Vorburg durch einen Graben und Mauern abgetrennt, die beiden Burgkerne auf dem Gipfelterrain des Sporns bzw. in den Felsen.
Um 1880 waren noch oberirdische Gebäudereste des Burgkernes zu erkennen. Heute sind auf dem bewaldeten Sporn nur noch Reste von Gräben und Wällen sichtbar. Vom vorderen Burgkern sind keine Reste der Bebauung erhalten. Im hinteren Burgkern lassen sich Mauerreste, die vermutlich von einem Wohnturm stammen, sowie in den Fels gehauene Spuren eines wahrscheinlich hölzernes Gebäudes im Zugangsbereich, finden.
Seit 1958 ist die Anlage als Kulturdenkmal geschützt.

## Falkenštejnský vodopád
Am südlichen Fuße des Burgfelsens befindet sich der Falkenštejnský vodopád (Falkensteiner Wasserfall)⊙. Darin stürzt ein ca. 300 m langes namenloses Bächlein 50 m vor seiner Mündung in den Úterský potok durch eine Felsspalte fünf Meter in die Tiefe.